# 菲施巴赫河 (格勒本巴赫河支流)
48°12′19.3″N 11°24′12.6″E / 48.205361°N 11.403500°E

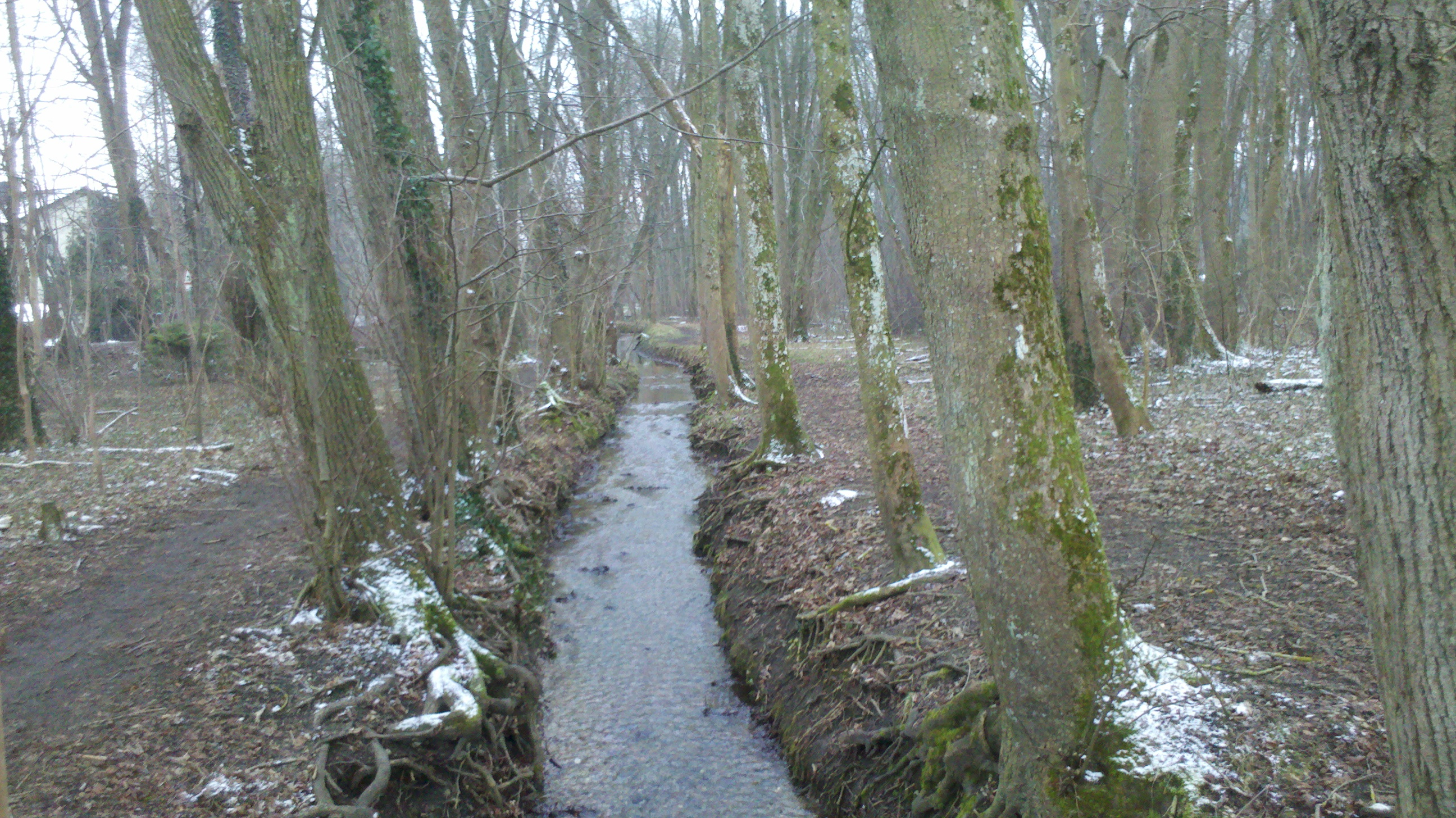

菲施巴赫河是德國的河流，位於該國東南部，由巴伐利亞負責管轄，屬於格勒本巴赫河的右支流，河道全長4.6公里，河口處在貝格基興。